# NGC 1057
NGC 1057 é uma galáxia lenticular (S0) localizada na direcção da constelação de Triangulum. Possui uma declinação de +32° 29' 30" e uma ascensão recta de 2 horas, 43 minutos e 02,8 segundos.
A galáxia NGC 1057 foi descoberta em 1849 por William Parsons.